# William Thoresson
Karl Tore William Thoresson (Gotemburgo, 31 de maio de 1932) foi um ginasta sueco que competiu em provas de ginástica artística. Conquistou duas medalhas olímpicas, uma de ouro e uma de prata. Em 2001 ele foi incluído no International Gymnastics Hall of Fame.